# Arsole
L'arsole és un compost organoarsènic amb la fórmula química C₄H₄AsH. Està classificat com un metal·lol (metallole) i és isolectrònic amb un pirrole relacionat excepte pel fet que un àtom d'arsènic està substituït per l'àtom de nitrogen. L'arsole només és moderadament aromàtic, en canvi, l'aromaticitat del pirrole és del 40%. No s'ha trobat arsole en forma pura, però hi ha diversos anàlegs químics que s'anomenen arsoles. Quan l'arsole està fusionat a una molècula de benzè rep el nom d'arsenidole o benzarsole.

## Propietats químiques dels derivats d'arsole
Les propietats químiques dels arsoles són similars a les dels fosfoles i els seus derivats. La substitució de tots els àtoms d'hidrogen d'un arsole per grups fenil proporciona pentafenilarsole cristal·lí, el qual té un punt de fusió de 215 °C.